# Zdeněk Groessl
Zdeněk Groessl (Plzeň, 8 de setembro de 1941 – 17 de novembro de 2023) foi um jogador de voleibol da República Tcheca que competiu pela Tchecoslováquia nos Jogos Olímpicos de 1968 e 1972.
Em 1968, ele fez parte da equipe tchecoslovaca que conquistou a medalha de bronze no torneio olímpico, no qual participou de todas as nove partidas. Quatro anos depois, ele participou de seis jogos e o time tchecoslovaco finalizou na sexta colocação na competição olímpica de 1972.